# Susana Seivane Hoyo
Susana Seivane Hoyo (Barcelona, 25 d'agost de 1976) és una gaiteira gallega. Pertany a una família reconeguda dins del món dels gaiteiros i artesans de Galícia, propietària del taller Obradoiro de Gaites Seivane.

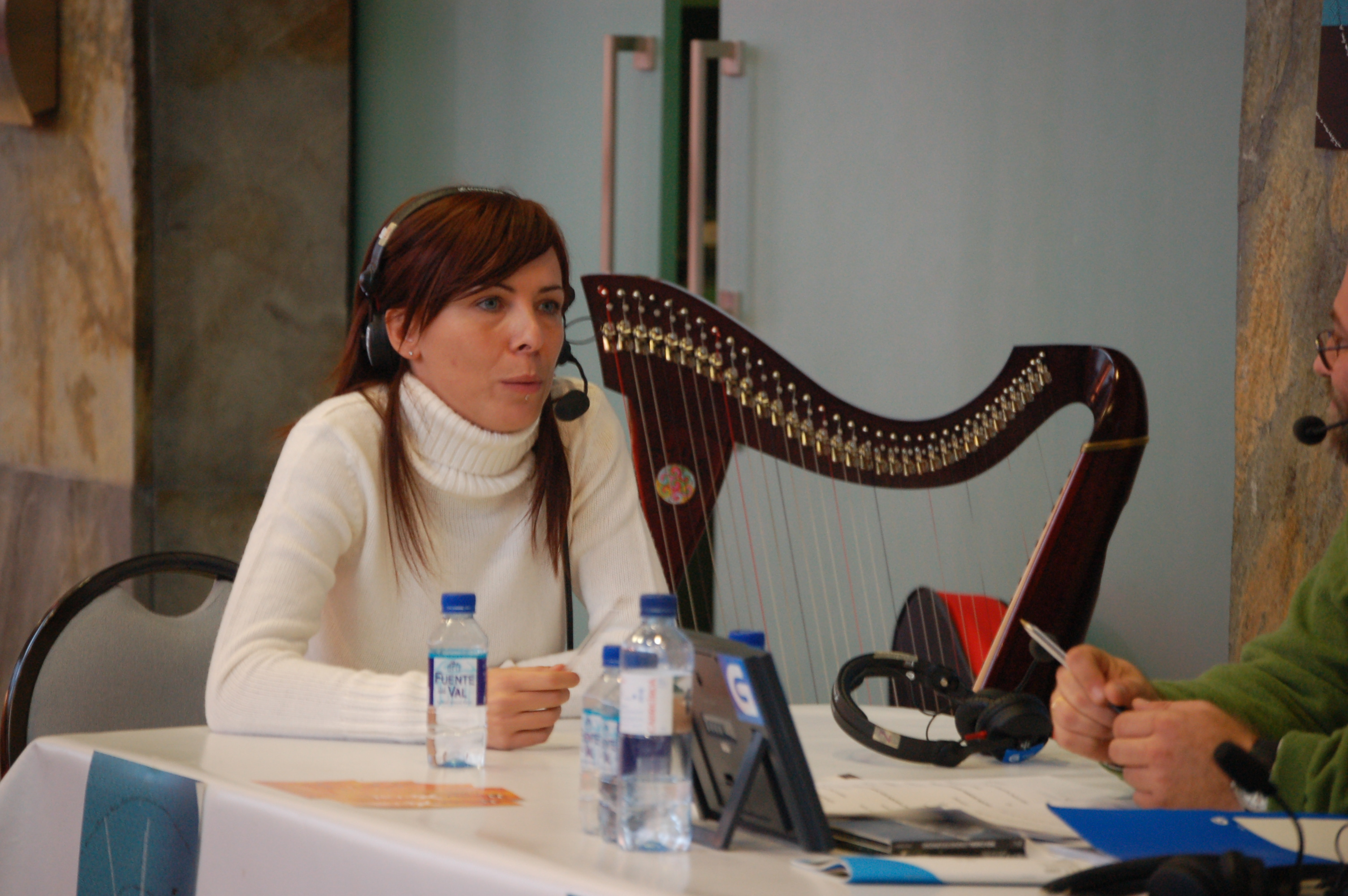
Susana Seivane, entrevistada a Radio Galega

## Biografia
Va començar la seva marxa musical als 3 anys de la mà del seu pare Álvaro Seivane. Nascuda a Barcelona, als 9 anys es va traslladar juntament amb la seva família a Cambre. Allí va entrar en contacte amb mestres gaiters com Ricardo Portela i Nazario González Iglesias (Moxenas), que juntament amb el seu propi avi, Xosé Manuel Seivane Rivas, van influenciar en el desenvolupament de la seva carrera. Des dels 10 anys va començar a oferir concerts arreu de Galícia, alhora que estudiava solfeig i piano, formant part de diferents agrupacions musicals tradicionals. Al 20 anys va actuar com a artista invitada a un concert de Milladoiro como artista invitada.
El seu primer disc "Susana Seivane" el va editar en 1999. va ser produït per Rodrigo Romaní, un dels membres fundadors de Milladoiro. El seu segon treballo "Ànima de Buxo" decideix produir-lo ella mateixa. Hi compta amb la col·laboració d'artistes de reconegut prestigi, entre ells el propi Rodrigo Romaní o Kepa Junquera. El 2001 fou escollida com un dels cinc finalistes dels Indie Awards, atorgats per l'Associació de Música Independent dels Estats Units (AFIM), en la categoria de millor artista de Músiques Contemporànies del Mon.
Ha fet gires per diversos països d'Europa (França, Països Baixos, Espanya, Escòcia, Portugal, Alemanya, Itàlia…) i americà (Buenos Aires, Río de la Plata, Estats Units). El seu últim treball Susana Seivane e amigos (Enavies) va ser editat en 2015 i és fruit d'un concert en directe de l'any 2012 a la Corunya. Recull 16 peces musicals.

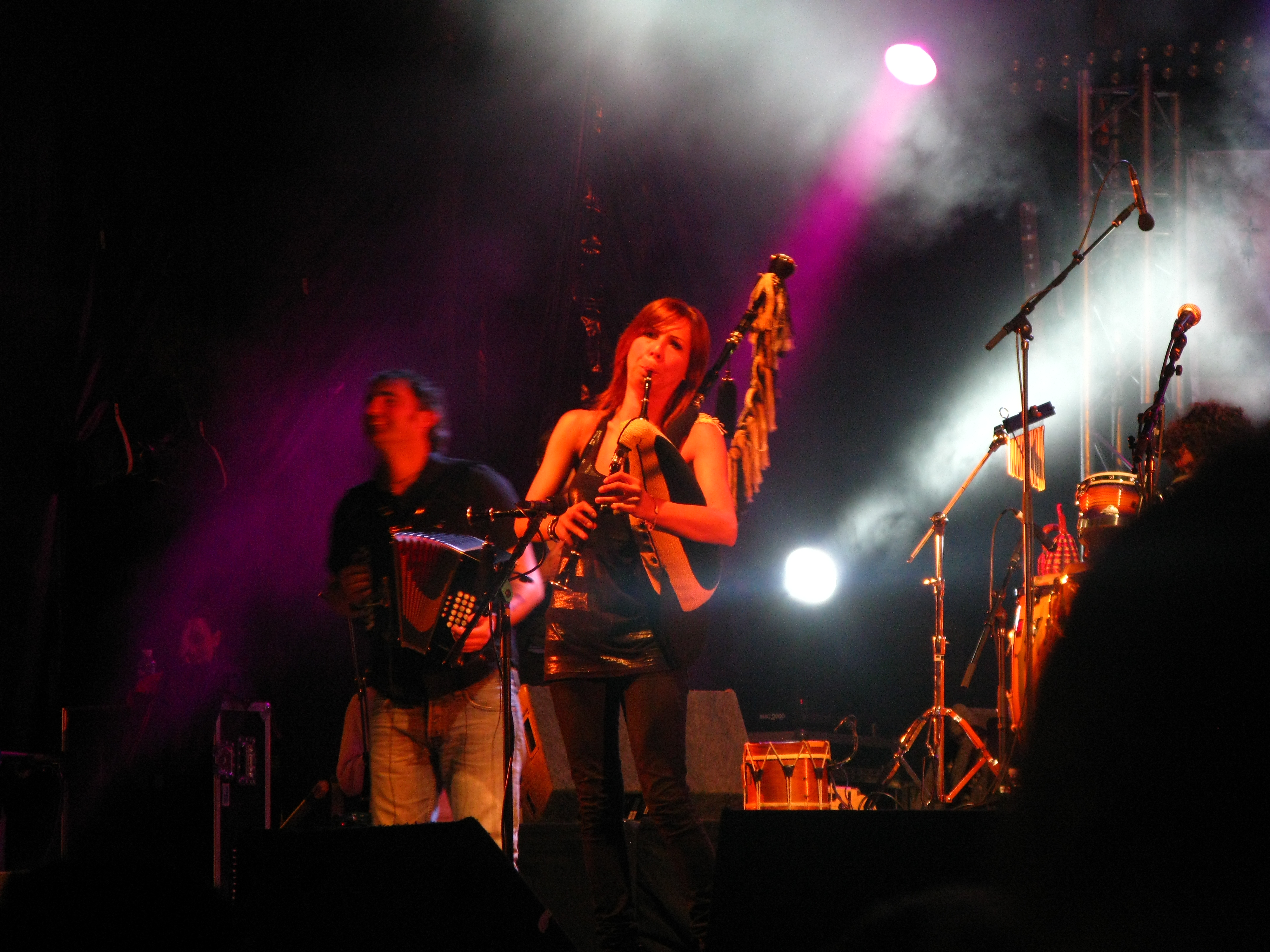
Susana Seivane al Festival Intercèltic de Lorient

Està casada amb el boxador Xesús Ferreiro Cachorro i tenen dos fills.

## Discografia
- Susana Seivane (1999)
- Alma de buxo (2001)
- Mares de tempo (2004)
- Os soños que volven (2009)

### Antologies
- Celtic Colours Vol 4 (2001) (1 cançó)
- Celtic Women (Keltia)